# 사람과 사람
《사람과 사람》은 MBC에서 1990년 10월 20일부터 1991년 4월 20일까지 방영된 주간드라마다.

## 출연진
- 김영철
- 김화영
- 박규채
- 박종관
- 정애리

## 방영목록
제1화 깡통계좌
제2화 손수건과 손지갑
제3화 조심해
제4화 핏줄
제5화 탄생과 죽음의 교차로
제6화 내탓이 아니다
제7화 풀푸레나무의 교훈
제8화 인생은 미완성
제9화 여자라는 이유로
제10화 밀려나는 사람들
제11화 죽음의 초대
제12화 어머니와 아들
제13화 아버지는 전문가
제14화 또다른 전쟁
제15화 삶과 죽음사이
제16화 쪽집게 선생
제17화 또하나의 배신
제18화 마녀재판
제19화 동네사람들
제20화 범죄와의 전쟁
제21화 초대받지 않은 탄생
제22화 4월의 합창(최종회)